# Municipio San Pablo de Lípez
Das Municipio San Pablo de Lípez ist ein Verwaltungsbezirk im Departamento Potosí im Hochland des südamerikanischen Anden-Staates Bolivien.

## Lage im Nahraum
San Pablo de Lípez ist eins der drei Municipios in der Provinz Sur Lípez. Es grenzt im Norden an die Provinz Nor Lípez, im Nordwesten an die Provinz Enrique Baldivieso, im Westen und Süden an die Republik Chile, im Südosten an die Republik Argentinien, im Osten an das Municipio San Antonio de Esmoruco und im Nordosten an das Municipio Mojinete und an die Provinz Sur Chichas. Es erstreckt sich über 230 Kilometer von Nordosten nach Südwesten, seine Breite schwankt zwischen 25 und 110 Kilometern. Hauptort des Municipio ist der gleichnamige Ort San Pablo de Lípez.

## Geographie
San Pablo de Lípez liegt auf dem bolivianischen Altiplano zwischen den Anden-Gebirgsketten der Cordillera Occidental im Westen und der Cordillera de Lípez im Osten. Das Klima der Region ist arid und weist ein Tageszeitenklima auf.
Die mittlere Jahrestemperatur der Region liegt bei 5,5 °C (siehe Klimadiagramm), mit einem Monatsdurchschnittswert von knapp über 0 °C im Juli und 8 °C von Dezember bis Februar. Der Jahresniederschlag beträgt niedrige 170 mm, wobei die Monate April bis Oktober nahezu niederschlagsfrei sind. Nur von November bis März fallen nennenswerte Niederschläge, mit einem Maximum von 45 mm Monatsniederschlag im Januar.
Gemäß der Klimaklassifikation ist das Klima im Municipio San Pablo de Lípez trocken und kalt (BWk).

## Bevölkerung
Die Einwohnerzahl des Municipios ist zwischen 1992 und 2024 um knapp ein Drittel angestiegen:
| Jahr | Einwohner | Quelle       |
| ---- | --------- | ------------ |
| 1992 | 2412      | Volkszählung |
| 2001 | 2523      | Volkszählung |
| 2012 | 3371      | Volkszählung |
| 2024 | 3136      | Volkszählung |

Die Bevölkerungsdichte des Municipios bei der Volkszählung 2024 betrug 0,23 Einwohner/km². Der Anteil der städtischen Bevölkerung ist 0 Prozent, der Anteil der unter 15-Jährigen an der Bevölkerung beträgt 41,3 Prozent.
Der Alphabetisierungsgrad bei den über 19-Jährigen beträgt 81 Prozent, und zwar 94 Prozent bei Männern und 68 Prozent bei Frauen. Wichtigste Sprache mit einem Anteil von 87 Prozent ist Spanisch, 80 Prozent der Bevölkerung sprechen Quechua. 83 Prozent der Bevölkerung sind katholisch, 10 Prozent evangelisch.
Die Lebenserwartung der Neugeborenen liegt bei 53 Jahren. 99,5 Prozent der Bevölkerung haben keinen Zugang zu Elektrizität, 92 Prozent leben ohne sanitäre Einrichtung.

## Politik
Ergebnis der Regionalwahlen (concejales del municipio) vom 4. April 2010:
| Wahl- berechtigte |  | Wahl- beteiligung | gültige Stimmen |  | MAS-IPSP | M.O.P. |
| ----------------- |  | ----------------- | --------------- |  | -------- | ------ |
| 1.034             |  | 903               | 657             |  | 408      | 249    |
|                   |  | 87,3 %            | 72,8 %          |  | 62,1 %   | 37,9 % |

Ergebnis der Regionalwahlen (elecciones de autoridades políticas) vom 7. März 2021:
| Wahl- berechtigte |  | Wahl- beteiligung | gültige Stimmen |  | MAS-IPSP | AS      | M.O.P. | PAN-BOL |
| ----------------- |  | ----------------- | --------------- |  | -------- | ------- | ------ | ------- |
| 1.186             |  | 1.003             | 744             |  | 485      | 98      | 53     | 35      |
|                   |  | 84,57 %           | 74,18 %         |  | 65,19 %  | 13,17 % | 7,12 % | 4,70 %  |

## Gliederung
Das Municipio unterteilt sich in die folgenden Kantone (cantones):
- 05-1001-01 Kanton San Pablo de Lípez – 7 Ortschaften – 1.656 Einwohner (2001: 1.397 Einw.)
- 05-1001-02 Kanton San Antonio de Lípez – 2 Ortschaften – 441 Einwohner (2001: 505 Einw.)
- 05-1001-03 Kanton Quetena Grande – 7 Ortschaften – 1.274 Einwohner (2001: 621 Einw.)

## Ortschaften im Municipio San Pablo de Lípez
- Kanton San Pablo de Lípez
  - Polulos 339 Einw. – Cerrillos 311 Einw. – Río San Pablo 227 Einw. – San Pablo de Lípez 212 Einw.

- Kanton San Antonio de Lípez
  - San Antonio de Lípez 268 Einw. – Relave 143 Einw. – Collpani 110 Einw.

- Kanton Quetena Grande
  - Quetena Chico 686 Einw. – Quetena Grande 237 Einw.